# Volver
Pour plus de détails, voir Fiche technique et Distribution.
Volver est une comédie dramatique espagnole écrite et réalisée par Pedro Almodóvar en 2006. C'est le seizième long-métrage du réalisateur.
Le film réunit un casting essentiellement féminin composé notamment de Penélope Cruz, Carmen Maura, Lola Dueñas, Blanca Portillo, Yohana Cobo, et Chus Lampreave. Penélope Cruz incarne Raimunda, une femme issue d’un milieu modeste de la Manche, vivant à Madrid avec sa fille adolescente et un mari instable. Très vite, elle est confrontée à une série d’événements tragiques qui la poussent à protéger sa fille coûte que coûte, tout en affrontant les blessures du passé. 
L'intrigue trouve son origine dans un précédent film d'Almodóvar, La Fleur de mon secret (1995), où elle se présente sous la forme d'un roman dont la publication est rejetée, mais qui est volé pour former le scénario d'un film intitulé Le Congélateur. S'inspirant du néoréalisme italien de la fin des années 1940 au début des années 1950 et du travail de réalisateurs pionniers tels que Federico Fellini, Luchino Visconti et Pier Paolo Pasolini, Volver aborde des thèmes tels que les abus sexuels, la solitude et la mort, en mélangeant les genres de la farce, de la tragédie, du mélodrame et du réalisme magique. Le film se déroule dans la région de La Manche, région de naissance d'Almodóvar, et le cinéaste indique que son enfance et son éducation ont eu une influence majeure sur de nombreux aspects de l'intrigue et des personnages.
Volver a été présenté pour la première fois au Festival de Cannes 2006, où il a concouru pour la Palme d'or. Il a été acclamé par la critique et a remporté deux récompenses, le prix d'interprétation féminine, partagé par les six actrices principales, et le prix du scénario.

## Synopsis
Raimunda et Soledad, surnommée Sole sont deux sœurs vivant à Madrid après une enfance à Alcanfor de las Infantas, un petit village de La Manche. L'intrigue se déroule trois ans après la mort de leurs parents dans un incendie.
Raimunda et Paula, sa fille, vivent avec Paco, le beau-père de Paula. Quand il tente de violer cette dernière, elle le poignarde en état de légitime défense. Raimunda cache le corps dans un des congélateurs du restaurant d'Émilio, un de ses amis qui s'est absenté quelque temps. Lorsque les membres d'une équipe de tournage surviennent au restaurant, Raimunda leur propose de les nourrir et se retrouve ainsi gérante de l'établissement.
Pendant ce temps, Sole retourne dans son village natal pour l'enterrement de sa vieille tante démente, Paula. Agustina, la voisine de la tante Paula, avoue à Sole qu'elle a entendu Paula parler au fantôme d’Irène, la mère de Raimunda et Sole. Celle-ci rencontre elle-même l'esprit de sa mère, qui se cache plus tard dans le coffre de sa voiture quand elle rentre à Madrid. Sole accepte qu’Irène reste avec elle et la fait passer pour son assistante dans le salon de coiffure qu'elle tient à domicile. Irène déclare qu'elle veut découvrir pourquoi Raimunda la déteste et pourquoi elle a si peur de se montrer à cette dernière.
Raimunda révèle à sa fille qu'en réalité Paco n'était pas son père biologique et lui promet de lui raconter son histoire plus tard. Agustina, quant à elle, apprend qu'elle est atteinte d'un cancer en phase terminale et se rend à Madrid pour se faire soigner. À Raimunda venue lui rendre visite à l'hôpital, Agustina demande si elle a vu le fantôme de sa mère. Elle espère que le fantôme d'Irène pourra lui avouer la vérité sur sa propre mère, disparue trois ans auparavant. Raimunda laisse sa fille avec Sole et loue un van pour se débarrasser du congélateur près du Júcar, un fleuve de la région. Tandis qu'elle est dans l'appartement de Sole, Paula rencontre le fantôme de sa grand-mère et se lie d'amitié avec elle. Le soir suivant, Agustina vient au restaurant et révèle deux secrets à Raimunda:  le père de celle-ci et la mère d'Agustina entretenaient une liaison amoureuse et la mère d'Agustina a disparu le même jour que celui où les parents de Raimunda sont mort.
Sole dit à Raimunda qu'elle a vu le fantôme de sa mère et qu'elle est dans la maison. Elle lui montre où et Raimunda se retrouve face à sa mère. Irène lui avoue qu'elle n'est en fait pas morte dans l'incendie et lui révèle la vérité. En effet, mère et fille ne se parlaient plus à cause du père qui avait agressé sexuellement cette dernière. À la suite de ce viol elle donna naissance à Paula, qui est donc à la fois la fille et la sœur de Raimunda. Sa mère n'ayant rien vu de sa détresse, Raimunda l'avait rejetée et avait quitté la maison. Irène lui apprend qu'elle n'était pas au courant de ce viol avant que la tante Paula ne lui en parle, car Irène accusait Raimunda d'être une ingrate. Depuis qu'elle avait eu cette révélation, elle n'était pas parvenue à se pardonner de n'avoir pas compris ni d'avoir pu l'empêcher.
Irène explique ensuite qu'elle a trouvé son mari au lit avec une autre femme et que c'est elle qui a provoqué l'incendie : en fait, les corps calcinés que l'on pensait être ceux d’Irène et de son mari étaient en réalité ceux de ce dernier et de la mère d'Agustina, la femme avec qui il entretenait une liaison. Après l'incendie, Irène était partie plusieurs jours dans la campagne espagnole avant de se résigner à se dénoncer. Cependant, elle avait d'abord voulu dire au revoir à la tante Paula, avec qui elle avait vécu avant l'incendie. Elle l'avait accueillie comme si rien n'était arrivé, mais avait perdu le peu de raison qui lui restait. La tante ayant perdu la capacité de subvenir à ses besoins seule, Irène était restée chez elle, pensant que la police viendrait bientôt l'arrêter. Mais la superstition de ses voisins fit que personne ne la dénonça et que la police ne vint jamais, car ses rares apparitions étaient considérées comme les visites d'un fantôme.
La famille se retrouve donc dans la maison de la tante Paula et Irène se montre à Agustina, qui pense voir un fantôme. Irène dit qu'elle souhaite rester au village et s'occuper d'Agustina pendant le traitement de son cancer, précisant à Raimunda que c'est le moins qu'elle puisse faire pour se faire pardonner d'avoir tué sa mère. Le film se termine quand Raimunda rend visite à sa mère chez Agustina (qui est en train de regarder le film Bellissima de Luchino Visconti à la télévision), et elles se promettent d'améliorer leur relation.

## Personnages
- Raimunda : femme d'origine modeste, originaire de la province de La Manche, qui vit à Madrid avec sa famille et travaille comme femme de ménage. Déterminée et indépendante, elle porte en elle le poids de l'absence de sa mère, disparue dans des circonstances tragiques plusieurs années auparavant.
- Paco : mari de Raimunda, il est ouvrier au chômage. Désengagé de la vie familiale, il entretient des relations froides et tendues avec sa femme et sa belle-fille.
- Paula : fille biologique de Raimunda et adoptive de Paco, elle a 14 ans et étudie au lycée.
- Sole : sœur aînée de Raimunda, travaillant comme coiffeuse à Madrid.
- Irene : mère de Raimunda et Sole, disparue depuis plusieurs années.
- Tante Paula : sœur aînée d’Irene et donc la tante de Raimunda et Sole. Elle vit dans leur village natal de La Manche et joue un rôle important dans la mémoire familiale.
- Agustina : amie de longue date de la famille, vivant dans le village de La Manche. Elle est une femme chaleureuse et serviable, souvent impliquée dans la vie quotidienne et les secrets qui entourent la famille.

## Fiche technique
- Titre original : Volver
- Réalisation : Pedro Almodóvar
- Scénario : Pedro Almodóvar
- Musique : Alberto Iglesias
- Montage : José Salcedo
- Photographie : José Luis Alcaine
- Production : Agustín Almodóvar, Esther García, Toni Novella
- Société de production : El Deseo
- Pays de production :  Espagne
- Langue originale : espagnol
- Genre : comédie dramatique
- Durée : 121 minutes
- Budget : 9 400 000 €
- Dates de sortie :
  - Espagne : 17 mars 2006 (première à Puertollano le 10 mars)
  - France: 19 mai 2006
  - États-Unis : 3 novembre 2006

## Distribution
- Penélope Cruz (VF : Olivia Dalric) : Raimunda
- Carmen Maura (VF : Denise Metmer) : Irene, mère de Raimunda et Sole
- Lola Dueñas (VF : Marie-Laure Dougnac) : Soledad (« Sole »), sœur ainée de Raimunda
- Yohana Cobo (VF : Julia Vaidis-Bogard) : Paula, fille de Raimunda
- Chus Lampreave (VF : Lily Baron) : tante Paula (tía Paula), sœur d'Irene
- Antonio de la Torre (VF : Bruno Choël) : Paco, époux de Raimunda
- Blanca Portillo (VF : Martine Irzenski) : Agustina, voisine de Paula
- Leandro Rivera : Émilio, le barman
- Isabel Díaz (VF : Barbara Delsol) : Régina, la prostituée cubaine
- Nieves Sanz Escobar : Inés
- Carlos Garcia Cambero : Carlos
- Yolanda Ramos (VF : Dorothée Jemma) : présentatrice à la télévision
- Leandro Rivera : assistant de production
- Pepa Aniorte : voisine
- Elvira Cuadrupani : voisine
- Alfonsa Rosso : voisine
- Fany de Castro : voisine
- Eli Iranzo : voisine
- Magdalena Brotto : voisine
- Isabel Ayúcar : voisine
- Concha Galán : voisine
- Mari Franç Torres : voisine
- Natalia Roig : voisine

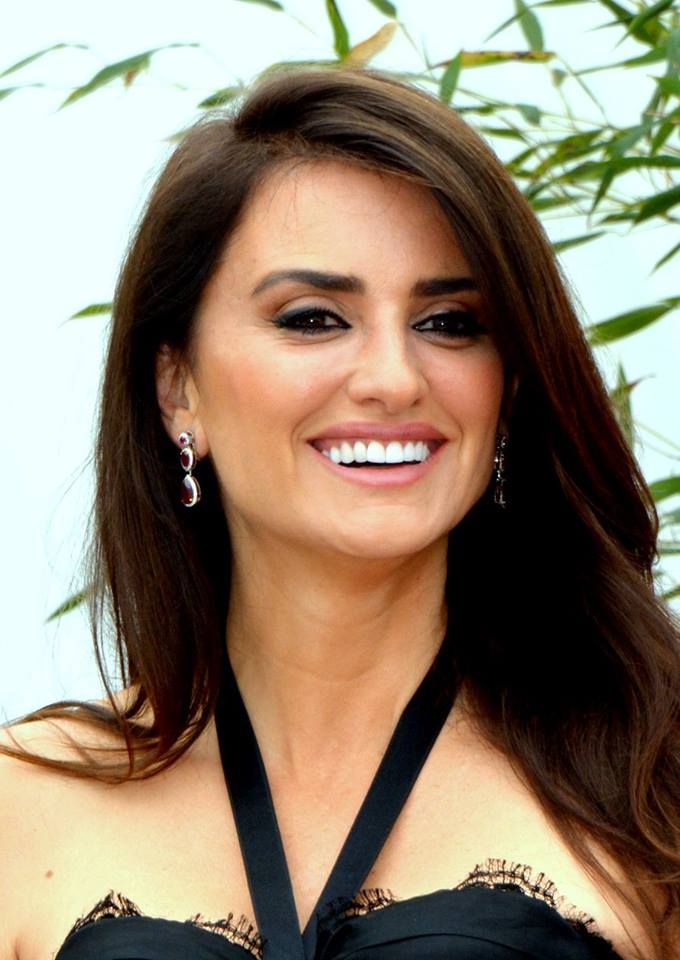
Penelope Cruz, dans le rôle de Raimunda
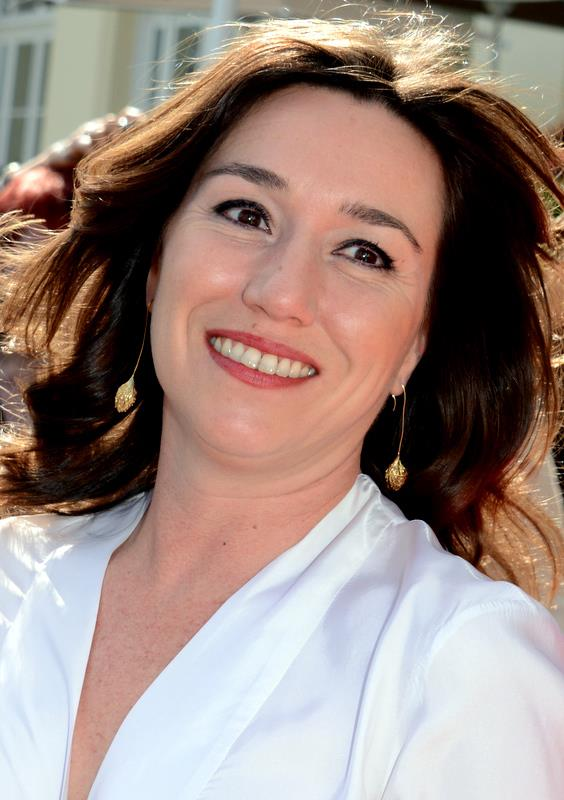
Lola Duenas, dans le rôle de Sole
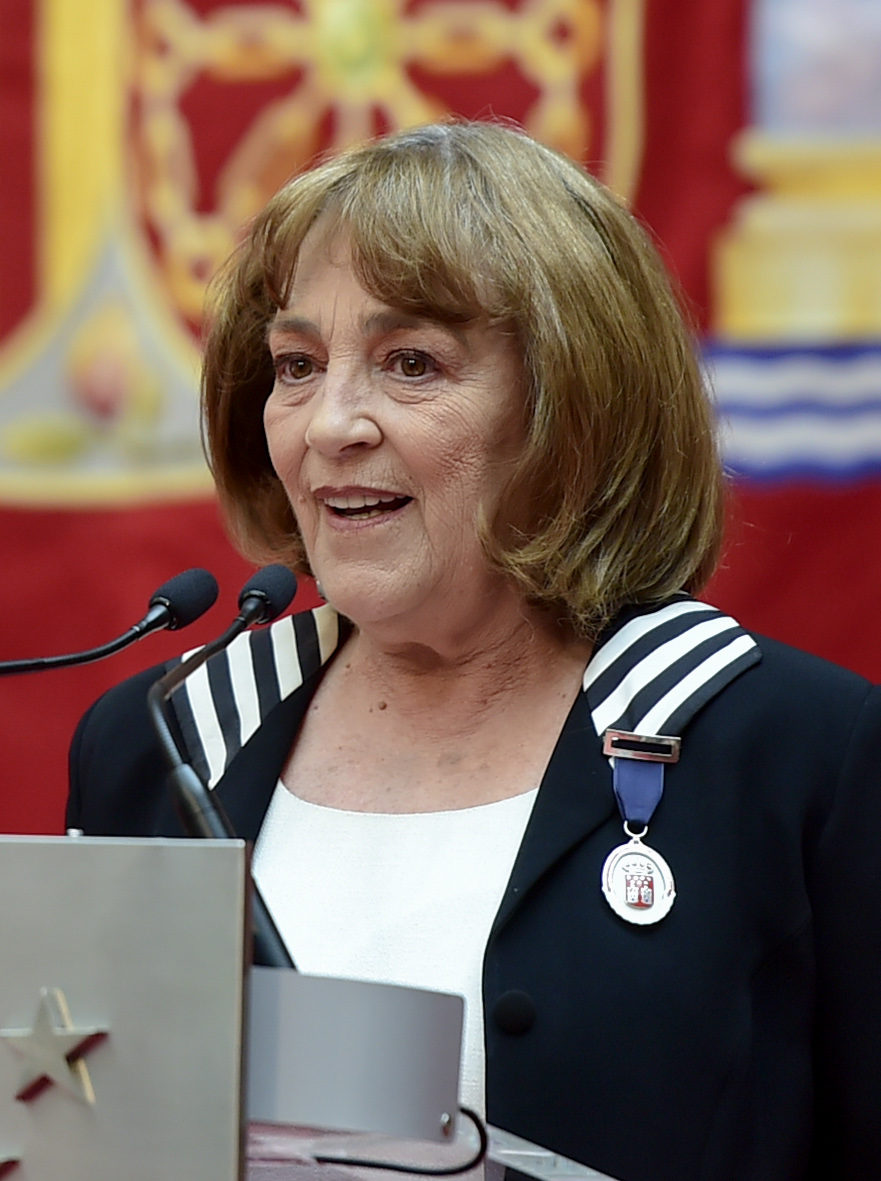
Carmen Maura, dans le rôle d'Irene
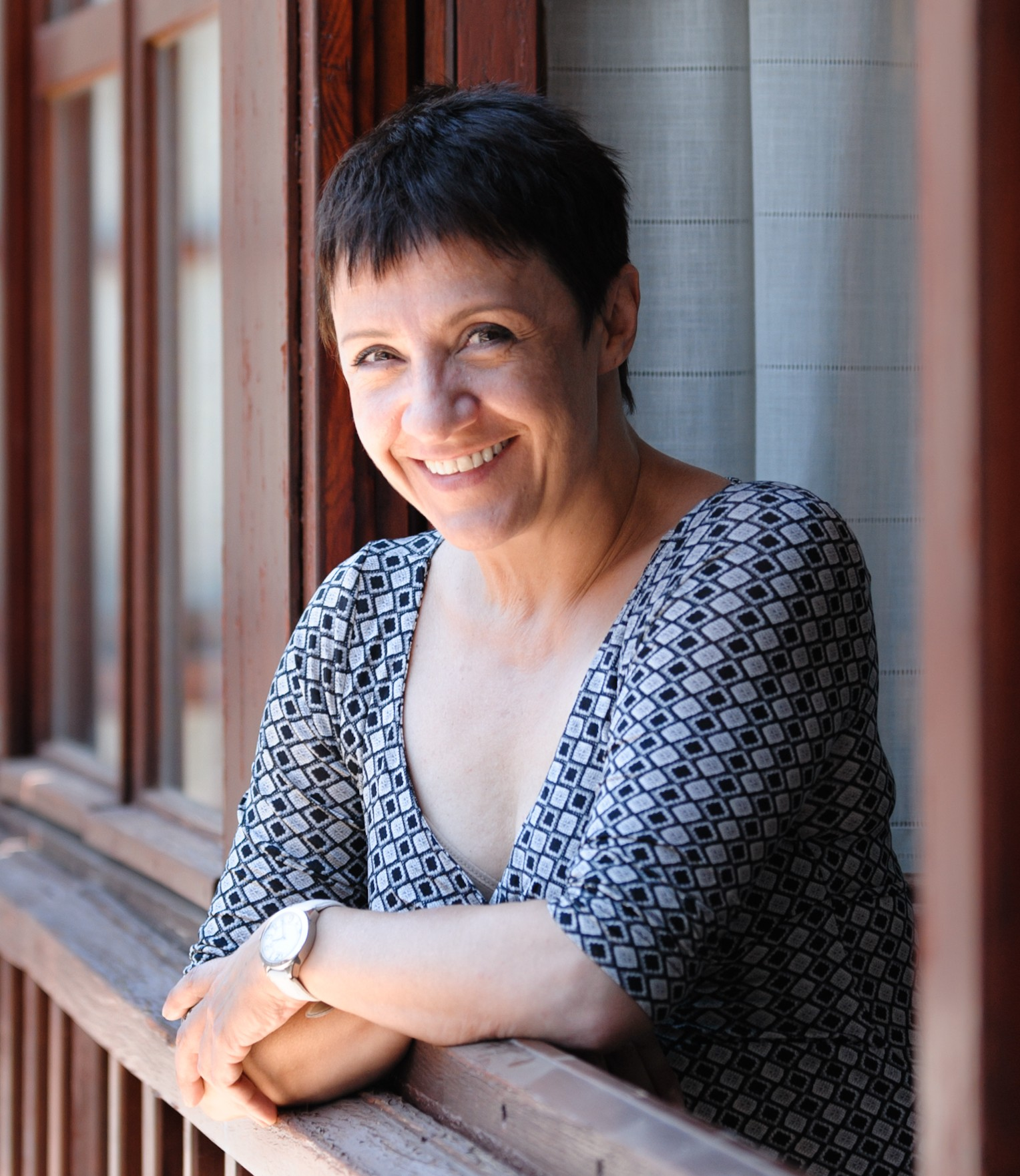
Blanca Portillo, dans le rôle d'Agustina
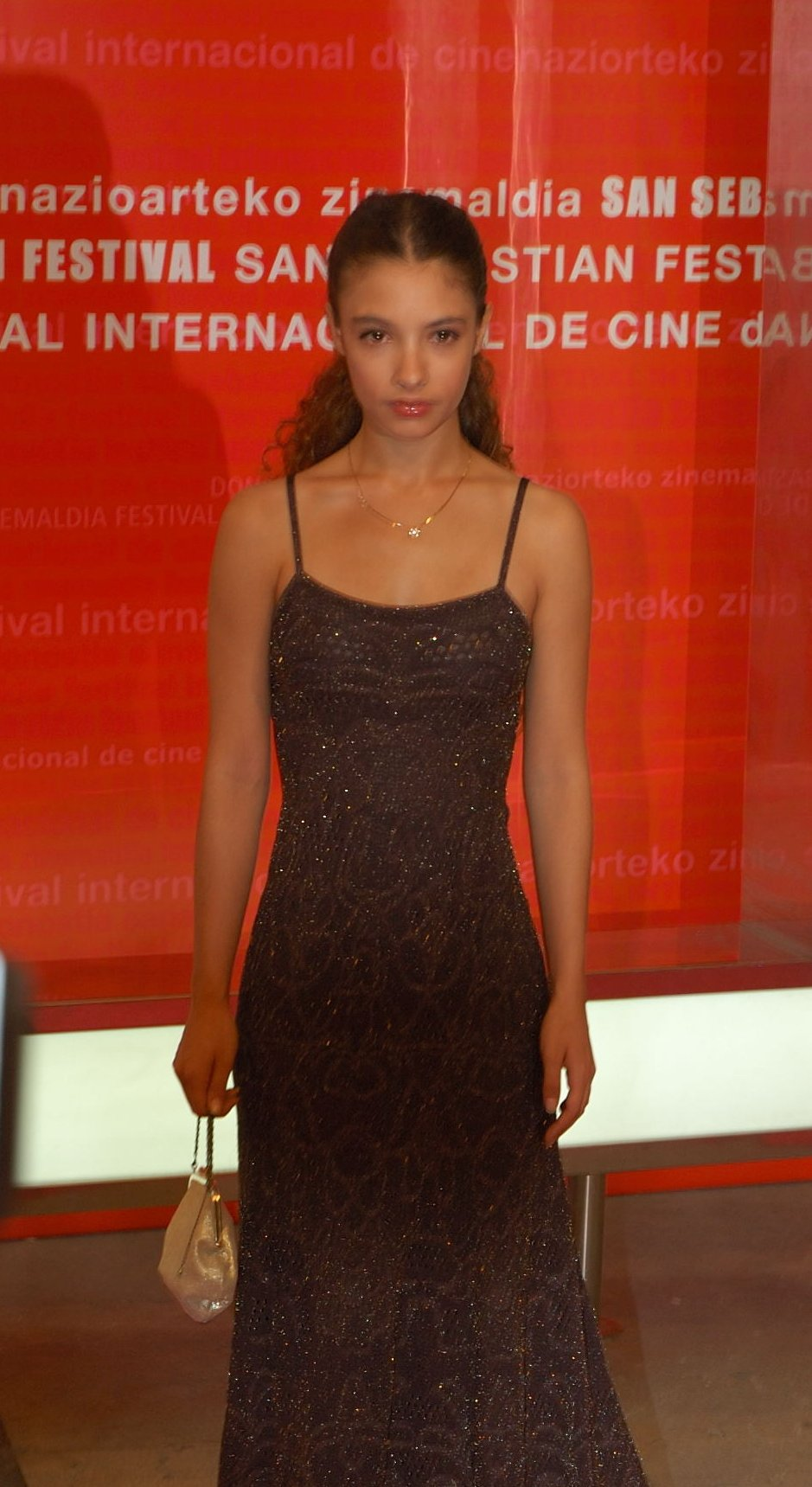
Yohana Cobo, dans le rôle de Paula

## Production

### Scénario
Pour le scénario de Volver, Pedro Almodóvar s'est en grande partie inspiré de son enfance : « Je suis retourné à mes racines et à la mémoire de ma mère. Je me base entièrement sur ma vie, mes souvenirs et ceux de ma famille. ».
La pièce de Federico García Lorca intitulée La Maison de Bernarda Alba (La casa de Bernarda Alba) a également été une source d'inspiration pour Pedro Almodóvar.

### Choix des interprètes
Pour son film, Almodóvar a fait appel à des actrices qu'il connaissait déjà bien, souvent surnommées chicas (filles) Almodóvar. Carmen Maura était l'actrice principale d'Almodóvar à ses débuts, la première chica Almodóvar : elle fut en effet l'héroïne principale de Pepi, Luci, Bom et autres filles du quartier (1980), Qu'est-ce que j'ai fait pour mériter ça ? (1984), La Loi du désir (1986) et Femmes au bord de la crise de nerfs (1987) et avait été second rôle dans Matador (1986) et Dans les ténèbres (1983). Chus Lampreave avait été second rôle dans Dans les ténèbres, Qu'est-ce que j'ai fait pour mériter ça ? (1984) et Femmes au bord de la crise de nerfs (1987). Penélope Cruz avait été second rôle dans En chair et en os (1997) et Tout sur ma mère (1999). Lola Dueñas avait été second rôle dans Parle avec elle (1999). Yohana Cobo, quant à elle, âgée de seulement 20 ans au moment du tournage de Volver, faisait sa première apparition dans un film d'Almodóvar.
Dans son journal de tournage, le réalisateur écrit « De l'autre côté de mon bureau, à El Deseo, sont assises devant moi trois des actrices qui joueront dans Volver. Chacune d'entre elles représente un retour important : la plus attendue, Carmen Maura. Et deux autres réapparitions, pleines de sens et de sensibilité : Penélope Cruz, avec qui j'ai travaillé deux fois, une actrice et une femme que j'adore sur le plateau et en dehors. Et Lola Dueñas. J'ai travaillé avec Lola dans Parle avec elle (l'infirmière et compagne de Javier Cámara) et je suis resté sur ma faim. ».

### Post-production

#### Tournage
Le tournage du film a duré onze semaines, du 18 juillet au 17 octobre 2005,. Il s'est déroulé à Madrid et dans la province de Castille-La Manche. 
La première scène du film a été tournée dans le cimetière de Granátula de Calatrava (province de Ciudad Real, Castille-La Manche), localité limitrophe de Calzada de Calatrava, village natal de Pedro Almodóvar. 
Non loin de là, dans la petite ville d'Almagro (province de Ciudad Real, Castille-La Manche) qui avait déjà servi de décor au film La Fleur de mon secret, Pedro Almodovar recréé le village fictif de Alcanfor de las Infantas censé représenter le village de son enfance. La maison d'Agustina borde la Plaza Mayor tandis que la rue où sont censées se faire front les maisons d'Agustina et de la tante (tia) Paula est la Calle de Federico Relimpio. 
Le parc éolien visible dans le film se trouve sur le territoire des municipalités de Sisante, Vara de Rey, Tébar et Atalaya del Canavate (province de Cuenca, Castille-La Manche). 
À Casas de Benitez (province de Cuenca, Castille-La Manche) se trouve le lieu près du Júcar où est enterré Paco, au lieu-dit La Losilla. La rivière joue un rôle important dans le film car pour le réalisateur, « Les souvenirs les plus joyeux de mon enfance sont liés avec la rivière. (...) La rivière, les rivières, c'était toujours la fête. C'est dans l'eau d'une rivière que j'ai découvert la sensualité. De mon enfance et mon adolescence c'est sans aucun doute la rivière ce qui me manque le plus. »
Les scènes se déroulant à Madrid ont été tournées dans les quartiers de Numancia et de Bellas Vistas. 
Numancia, dans le district de Puente de Vallecas, est celui où vit Raimunda. La porte de l'appartement de Raimunda se trouve au n°9 de la calle Pico de la Peña Golosa, au coin de la calle de Peña Labra,. Le restaurant a été construit de toutes pièces pour l'occasion sur un terrain de la calle de Peña Labra, à côté du n°9, et a été démonté par la suite,. La séquence 40 dans laquelle Raimunda rentre chez elle en traînant son lourd caddie et croise Regina, une Cubaine, a été tourné dans la calle Garganta de Aisa, à proximité du n°14, les maisons basses visibles dans le film ayant désormais disparu. 
Bellas Vistas, dans le district de Tetuán, est le quartier où vit Sole. Aux numéros 9 et 11 de la calle Tenerife se trouve la maison de Sole et le terrain vague où elle se gare ; le rond-point Cuatro Caminos apparait dans la scène où Raimunda et Paula descendent du bus ; l'angle de la calle Bravo Murillo et de la calle Carnicer, dans celle où elles se dirigent toutes deux vers la maison de Sole ; et enfin, le square situé à l'angle du n°29 de la calle Tenerife et de la calle San Raimundo, est le lieu où Irene se confesse à Raimunda.

### Décors
La chef décoratrice du film est Mara Matey.

### Bande originale

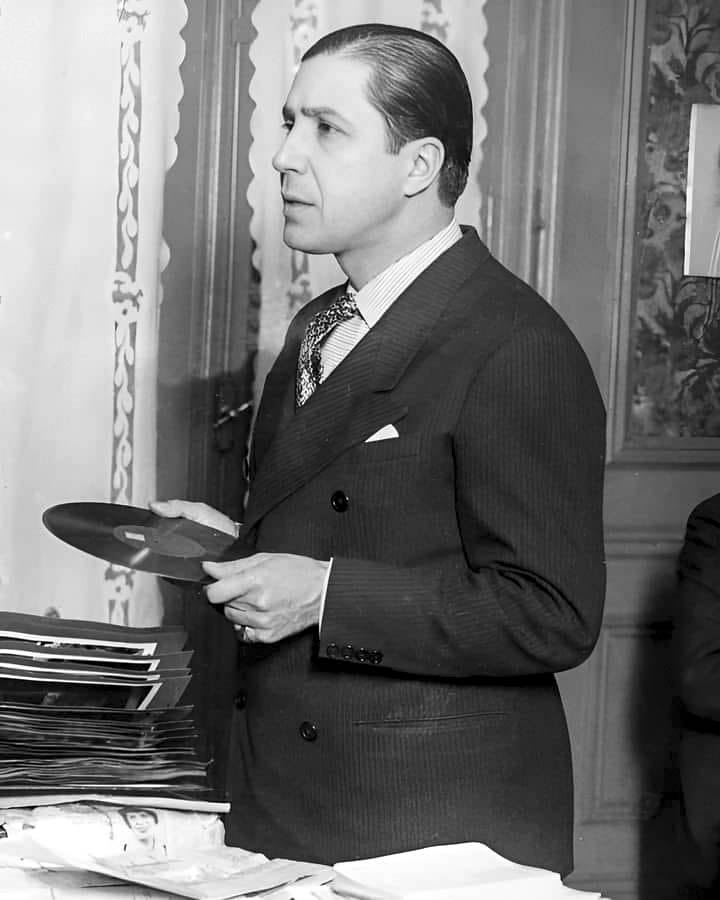
Carlos Gardel en 1933.

La chanson du film Volver (Revenir en français) qui lui donne son titre est à l’origine un tango nostalgique évoquant l’exil écrit par le poète argentin, Alfredo Le Pera en 1935 et interprété par Carlos Gardel. Trois mois après l’avoir enregistré, l’auteur et le chanteur se sont tués dans un accident d’avion,, ; par superstition, la chanson sera longtemps exclue des bals[réf. nécessaire]. Elle est ici interprétée dans le style du flamenco par Estrella Morente, qui prête sa voix à Penélope Cruz. Le couplet retenu dans le film résume parfaitement l'état d'esprit de Raimunda mêlant crainte et espoir au moment où elle l'interprète, alors que sa mère, qu'elle croit toujours morte, l'écoute dissimulée dans la voiture de Sole : « J'ai peur de la rencontre avec le passé qui revient se confronter avec ma vie. J'ai peur des nuits peuplées de souvenirs qui enchaînent mes rêves (...) Et bien que l'oubli qui détruit tout a tué ma vieille illusion, je garde cachée l'humble espérance qui est toute la fortune de mon cœur ».
Le générique de début du film, durant la scène où les femmes nettoient les tombes, est agrémentée de la chanson Las Espigadoras (en français, Les Glaneuses). Cette chanson est extraite de la zarzuela, ou opérette espagnole, intitulée La rosa del azafrán, composée par Jacinto Guerrero, écrite par Federico Romero et Guillermo Fernández Shaw et interprétée dans ce film par Conchita Panadés. L'action de cette opérette se situe dans La Mancha, rappelant l'un des thèmes principaux du film : les traditions de cette région espagnole[réf. nécessaire].Cette chanson apparait dans l'acte I, scène 3 de l'opérette, alors que les femmes travaillent à extraire les stigmates de la fleur de safran (azafrán), un travail pénible et intense.[non pertinent]
Pendant la fête de fin de tournage dans le restaurant, passe la chanson A good thing du groupe Saint Etienne. Le refrain de cette chanson est : « It's a good thing, the best thing, last thing you should have left behind. Out of nowhere, out there. It's gone, It's gone, It's gone, It's gone, It's gone. ».
Alberto Iglesias, qui avait déjà travaillé avec Almodóvar dans La Fleur de mon secret, Tout sur ma mère, Parle avec elle et La Mauvaise Éducation, signe la musique originale du film Volver composée de dix-sept morceaux.

#### Pistes
| No  | Titre                   | Compositeur(s)   | Durée |
| --- | ----------------------- | ---------------- | ----- |
| 1.  | Las vecinas             | Alberto Iglesias | 1:34  |
| 2.  | Dicen que la han visto  | Alberto Iglesias | 4:26  |
| 3.  | Irene bajo la cama      | Alberto Iglesias | 1:45  |
| 4.  | El año seco             | Alberto Iglesias | 3:42  |
| 5.  | Arrastran el cadáver    | Alberto Iglesias | 3:39  |
| 6.  | Paco congelado          | Alberto Iglesias | 3:51  |
| 7.  | Tema llorón             | Alberto Iglesias | 4:17  |
| 8.  | Dos en la furgoneta     | Alberto Iglesias | 1:53  |
| 9.  | Se aparece + Trabajo    | Alberto Iglesias | 4:41  |
| 10. | Las vecinas (Variación) | Alberto Iglesias | 1:45  |
| 11. | En el hospital          | Alberto Iglesias | 4:32  |
| 12. | Ferretería              | Alberto Iglesias | 1:53  |
| 13. | El polvo del tractor    | Alberto Iglesias | 2:02  |
| 14. | La bicicleta estática   | Alberto Iglesias | 3:30  |
| 15. | Comida casera           | Alberto Iglesias | 2:31  |
| 16. | Irene y Agustina        | Alberto Iglesias | 4:26  |
| 17. | Títulos finales         | Alberto Iglesias | 3:02  |

## Accueil

### Accueil critique
Le film est acclamé par les critiques de cinéma, obtenant un score de 91 % pour un total de 171 analyses sur le site Rotten Tomatoes. Le consensus critique du site est résumé ainsi : « Volver réunit le réalisateur Pedro Almodovar et la star Penelope Cruz au sommet de leur art, au service d'un film complexe qui donne à réfléchir. ». Sur le site Metacritic, le film obtient la note de 84/100 sur la base de trente-huit critiques. En France, le site Allociné lui attribue une note de 4,6 sur 5 à partir de la compilation de 28 titres de presse.

### Box-office
Le film est un succès commercial, avec 85 076 626 $ de recettes mondiales, pour un budget de 9,4 millions d'euros.
Le film a réalisé 2 349 220 entrées en France, entrant ainsi à la quinzième place du box-office français de 2006, 151 440 en Belgique, 59 180 au Québec et 229 205 en Suisse.
Tableau résumant les principaux résultats enregistrés au box-office par le film :
| Pays        | Box-office   | Pays      | Box-office  | Pays               | Box-office |
| ----------- | ------------ | --------- | ----------- | ------------------ | ---------- |
| France      | 17 010 675 $ | Australie | 1 282 126 $ | Finlande           | 682 635 $  |
| +           | 12 899 867 $ | Belgique  | 1 183 758 $ | Grèce              | 679 545 $  |
| Espagne     | 12 241 181 $ | Danemark  | 1 162 903 $ | Portugal           | 620 153 $  |
| Italie      | 8 641 208 $  | Pays-Bas  | 1 144 361 $ | Chili              | 391 743 $  |
| Allemagne   | 5 979 287 $  | Mexique   | 1 050 278 $ | Turquie            | 336 573 $  |
| Royaume-Uni | 5 676 144 $  | Pologne   | 1 046 353 $ | Colombie           | 278 951 $  |
| Suisse      | 2 499 495 $  | Norvège   | 1 006 988 $ | République tchèque | 200 672 $  |
| Brésil      | 1 774 894 $  | Argentine | 956 119 $   | Porto Rico         | 197 159 $  |
| Japon       | 1 526 974 $  | Autriche  | 816 590 $   | Corée du Sud       | 187 988 $  |
| Suède       | 1 364 028 $  | Russie    | 718 527 $   | Venezuela          | 160 107 $  |

## Distinctions

### Récompenses
- Festival de Cannes 2006 :
  - Prix d'interprétation féminine - Penélope Cruz, Lola Dueñas, Blanca Portillo, Carmen Maura, Yohana Cobo et Chus Lampreave
  - Prix du sénario - Pedro Almodóvar

- Goyas
  - Meilleur film
  - Meilleur réalisateur - Pedro Almodóvar
  - Meilleure actrice - Penélope Cruz
  - Meilleure musique originale - Alberto Iglesias
  - Meilleur second rôle féminin - Carmen Maura
- European Film Awards
  - Meilleure réalisation - Pedro Almodóvar
  - Meilleure actrice - Penélope Cruz
  - Meilleur directeur de la photographie - José Luis Alcaine
  - Meilleur compositeur européen - Alberto Iglesias

### Nominations
- Oscars
  - Meilleure actrice - Penélope Cruz

- Golden Globes
  - Meilleur film en langue étrangère
  - Meilleure actrice dans un film dramatique - Pedro Almodóvar

- César
  - Meilleur film étranger
- Goyas
  - Meilleur second rôle féminin - Lola Dueñas
  - Meilleur second rôle féminin - Blanca Portillo
  - Meilleure photographie - José Luis Alcaine
  - Meilleur scénario original - Pedro Almodóvar
  - Meilleure direction artistique - Salvador Parra
  - Meilleurs costumes - Sabine Daigeler
  - Meilleur maquillage et meilleure coiffure - Massimo Gattabrusi et Ana Lozano
  - Meilleure direction de production - Toni Novella
  - Meilleur son - Miguel Rejas
- Prix du syndicat français de la critique de cinéma
  - Meilleur film étranger
- BAFTA
  - Meilleur film en langue étrangère
  - Meilleure actrice - Penélope Cruz
- European Film Awards
  - Meilleur film
  - Meilleur scénariste - Pedro Almodóvar

## Analyse

### La place des femmes
Dans ce film où la femme est mise à l’honneur, Almodóvar montre des solidarités : entre mère et fille, entre sœurs, entre amies, ainsi qu'entre générations,.

### La mort
La mort constitue un motif essentiel du récit : d'entrée de jeu, le décès de la tante Paula réunit la famille et, indirectement, réveille la question de la disparition d'Irène et de son mari dans un incendie. S'ensuivent bientôt la mort de Paco et l'apparition fantômatique d'Irène. Tout au long du récit, la fin prochaine d'Agustina plane comme une ombre tragique sur la communauté et, avec elle, le mystère qu'elle souhaite résoudre de la disparition de sa propre mère. Le réalisateur indique à propos de son œuvre : « J'ai voulu traiter la mort à travers ses rituels, et montrer à quel point, dans les campagnes, elle peut faire partie de la vie. »

### L'inceste

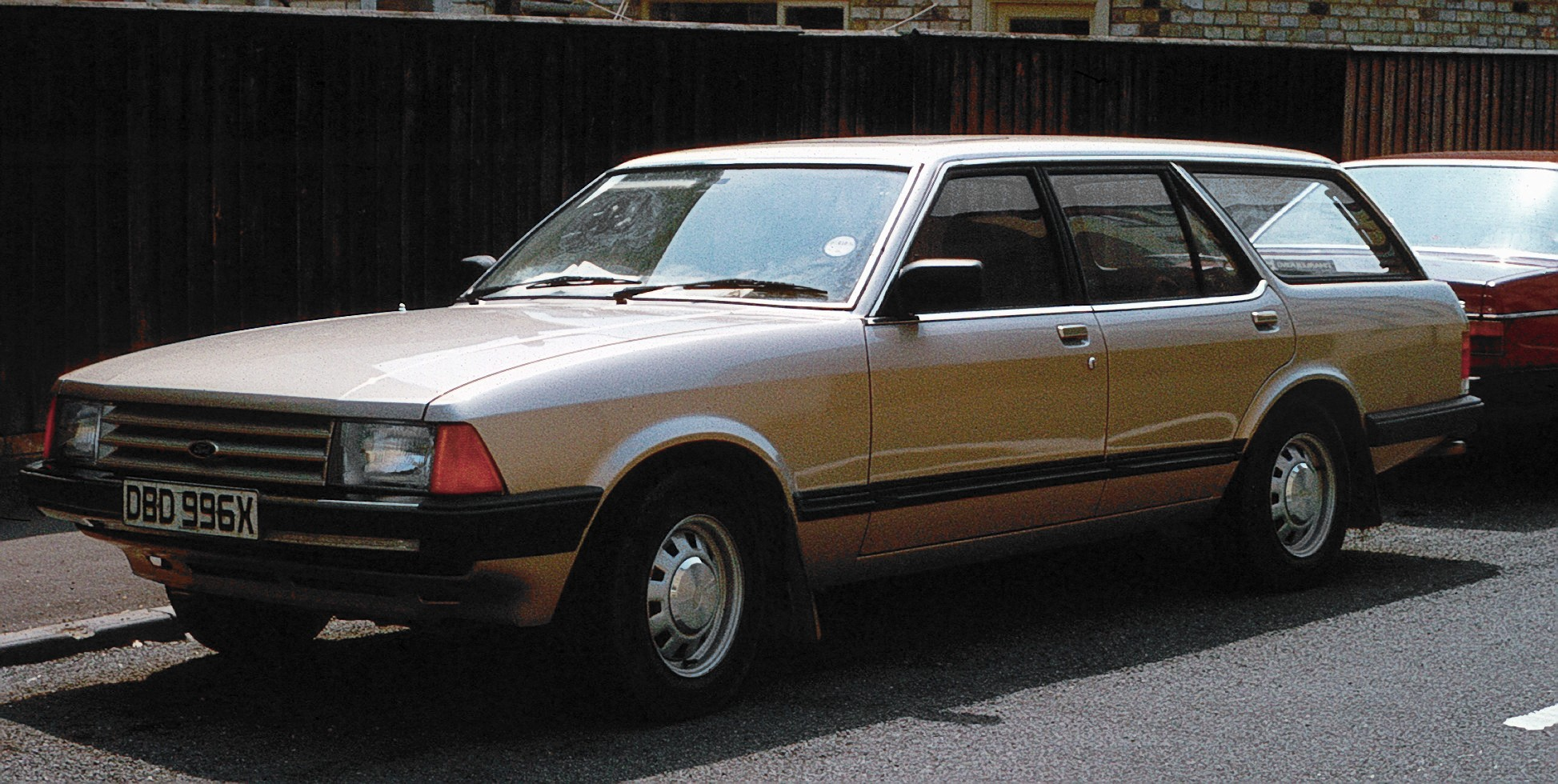
Une Ford Granada Break, proche de celle, de couleur rouge, utilisée dans le film.

L'inceste est le thème qui constitue le fil rouge de Volver, avec la tentative de viol de Paula par Paco, le mari de Raimunda. Paula, la fille de Raimunda, n'est en fait pas la fille biologique de Paco mais le fruit de l'inceste entre Raimunda et son père. Ce fil rouge est d'ailleurs marqué par la couleur rouge qui revient souvent dans le film : le sang de Paco ; la voiture de Sole qui leur permet de voyager d'Alcanfor de las Infantas, lieu de l'inceste de Raimunda, à Madrid, lieu de l'inceste de Paula ; les vêtements de Raimunda et Paula (ainsi que d'Emilio) le jour de l'inceste subi par cette dernière ; le bus qui ramène Raimunda et qu'attend sa fille Paula, comme si celui-ci véhiculait l'inceste de la mère vers la fille ; le congélateur rouge dans lequel Raimunda entrepose Paco.

### Le mensonge et les secrets
Volver est un tissu de mensonges : chaque personne cache quelque chose à une autre, pour ne pas lui faire de mal.